# 興居島汽船
興居島汽船（ごごしまきせん）は、かつて愛媛県松山市に本社を置いた海運会社。

## 概要
1951年に設立され、高浜港と泊港（興居島）を結ぶ旅客船航路を開設、1968年にはフェリー化され、約60年に渡り運航を続けたが、原油高騰や過疎化による利用者の減少で、2011年5月6日をもって航路を廃止した。航路はごごしまが引継いだ。

## 航路
- 高浜港 - 泊港（興居島）
  - 距離3.5km[1]
  - 廃止時点で1日15往復運行していた。

## 就航船

### 廃止時点における就航船

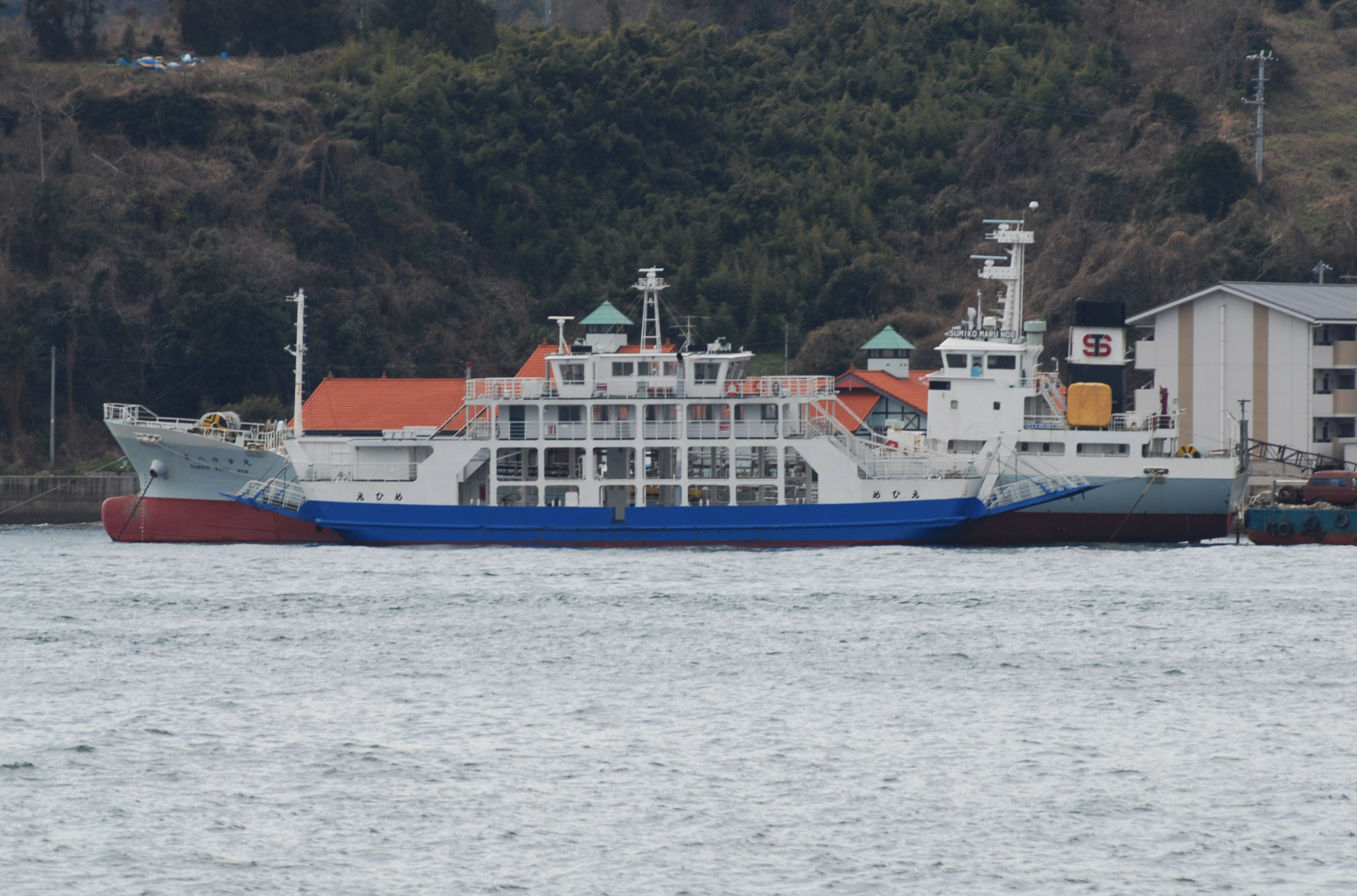
えひめ

- えひめ2[4] (フェリー)
神原造船建造、1987年4月竣工、1994年5月就航(買船)、もと大三島フェリー「あおかげ」。廃止まで在籍し、ごごしまに移籍。
188総トン、全長33.80m、型幅10.00m、機関出力600ps、航海速力7.5ノット、旅客定員150名、トラック10台[5]。
- えひめ[4] (フェリー)
川本造船所建造、1983年11月竣工、船舶整備公団共有。
196総トン、全長44.00m、型幅9.50m、機関出力700ps、航海速力8.5ノット、旅客定員200名、大型トラック2台、小型トラック4台。

### 過去の就航船
- 興居島丸[6] (旅客船)
1935年11月進水、木造。
11.87総トン、焼玉機関、機関出力20ps、最大速力6.0ノット、旅客定員47名。
- 観興丸[7] (旅客船)
角田造船所建造、1951年12月竣工、木造。
46.80総トン、登録長15.24m、型幅3.93m、型深さ1.41m、焼玉機関、機関出力60ps、最大速力8ノット、旅客定員110名。
- 第二観興丸[7] (旅客船)
角田造船所建造、1956年12月竣工、木造。
66.58総トン、登録長20.34m、型幅4.72m、型深さ1.72m、焼玉機関、機関出力150ps、最大速力10.4ノット、旅客定員166名。
- ももたろう[8] (フェリー)
1965年4月進水、航路初の鋼船・ディーゼル・カーフェリー。船舶整備公団共有。もと雌雄島海運。
81.72総トン、ディーゼル、機関出力250ps、最大速力9.5ノット、旅客定員152名。
- おおさき丸[9] (フェリー)
吉浦造船建造、1966年3月竣工、もと愛媛汽船。
162.71総トン、全長29.00m、型幅7.20m、型深さ2.70m、ディーゼル1基、機関出力400ps、航海速力11ノット、旅客定員150名、2t車8台。
- 第一愛媛[4] (フェリー)
松浦鉄工造船建造、1968年5月竣工、1977年12月就航(買船)、もと愛媛汽船の尾道～今治航路船。
189.1総トン、全長32.30m、型幅7.40m、機関出力600ps、航海速力11.5ノット、旅客定員200名、大型トラック2台、小型トラック4台。